# Loma de Dolores
Loma de Dolores är en ort i Mexiko.   Den ligger i kommunen Zongolica och delstaten Veracruz, i den sydöstra delen av landet, 250 km öster om huvudstaden Mexico City. Loma de Dolores ligger 801 meter över havet och antalet invånare är 306.
Terrängen runt Loma de Dolores är kuperad åt nordväst, men åt sydost är den bergig. Runt Loma de Dolores är det ganska tätbefolkat, med 222 invånare per kvadratkilometer. Närmaste större samhälle är Zongolica, 7,4 km väster om Loma de Dolores. I omgivningarna runt Loma de Dolores växer i huvudsak städsegrön lövskog.